# Clonee
Clonee (irl. Cluain Aodha) – wieś w Irlandii położona na granicy dwóch hrabstw: Meath i Fingal. Granica przebiega w sposób tworzący z mniejszej wschodniej części Clonee obszar administracyjny Dublina (w hrabstwie Fingal). Wieś jest położona przy trasie N3, 14 km od Dublina.